# Magni
Pour les articles homonymes, voir Magni (homonymie) et Magny.
Magni (« le fort ») est le fils de Thor et de Járnsaxa dans la mythologie nordique.

## Mythe
À l'âge de trois ans, il vint en aide à son père dans son combat contre le géant Hrungnir. Pour le récompenser de sa bravoure et de sa force, son père lui offrit Gullfaxi, le cheval du géant.
Comme son demi-frère Modi, il survécut au Ragnarök et héritera de Mjöllnir (« la foudre étincelante »), le marteau de Thor.

## Culture populaire
- L'ancien roi des barbes de bronzes et du royaume de Khaz Modan et ancien chef de la ville de Forgefer, maintenant porte parole d'azeroth, du MMORPG World of Warcraft se nomme Magni Barbe-de-Bronze.
- Le dernier combattant du tournoi dans le jeu Guild Wars: Eye of the North se nomme Magni The Bison.
- Il apparaît dans le jeu vidéo God of War avec son frère Modi en tant qu'antagoniste secondaire ; il finira par être tué par Kratos et son fils Atreus. Il est doublé par Troy Baker dans la version originale, et par Guillaume Orsat dans la version française.